# بورگشتال (زاکسونی)-آنهالت
بورگشتال (زاکسونی)-آنهالت (به آلمانی: Burgstall) یک شهر در آلمان است که در Börde واقع شده‌است. بورگشتال ۱٬۷۰۳ نفر جمعیت دارد.